# Berrhoea (stolica tytularna)
Berrhoea (łac. Diœcesis Berrhœensis) – stolica historycznej diecezji w Cesarstwie Rzymskim (prowincja Macedonia I), współcześnie w Grecji.

## Historia
Za pierwszego biskupa tej diecezji uznawany jest Onezym, współpracownik Pawła Apostoła. Późniejsze wzmianki o biskupach pochodzą głównie z IV–VI wieku, a ostatnim wzmiankowanym hierarchą jest Józef (IX w.).
W 1933 formalnie ustanowiona katolickim biskupstwem tytularnym, od 1993 nie jest obsadzona.

## Biskupi tytularni
| Lp. | Biskup                    | Od                   | Do               |
| --- | ------------------------- | -------------------- | ---------------- |
| 1   | Alfredo Ottaviani         | 5 kwietnia 1962      | 19 kwietnia 1962 |
| 2   | Pierre Douillard          | 22 maja 1963         | 20 sierpnia 1963 |
| 3   | Federico Kaiser Depel MSC | 29 października 1963 | 26 września 1993 |